# Isabella Colbran
Isabella Angela Colbran (Madri, 2 de fevereiro de 1785 - Castenaso, 7 de outubro de 1845) foi uma cantora de ópera espanhola conhecida em seu país natal como Isabel Colbrandt. Muitas fontes a registram como uma soprano coloratura dramática, mas alguns acreditam que ela era uma mezzo-soprano com uma extensão alta, um soprano agudo. Ela colaborou com o compositor de ópera Gioachino Rossini na criação de uma série de papéis que permanecem no repertório ainda hoje; eles se casaram em 22 de março de 1822. Ela foi a compositora de quatro coleções de músicas.

## Colbran em Nápoles

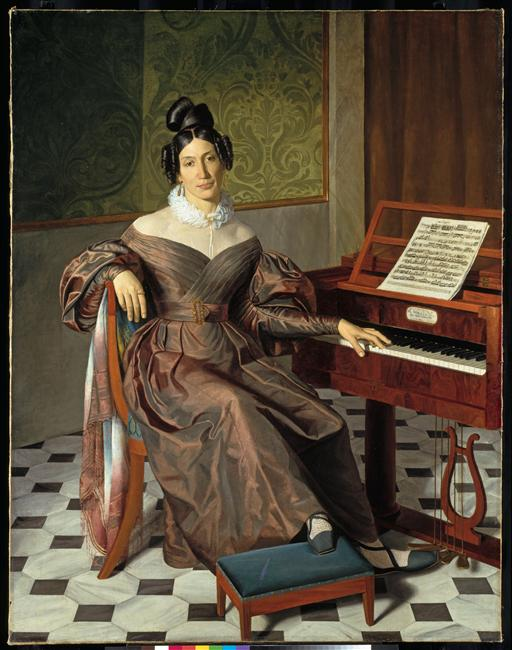
Isabella Colbran; retrato de Johann Baptist Reiter (c.1835)

Colbran, nascida em Madri, estudou com Girolamo Crescenti em Paris. Com a idade de vinte anos ela alcançou fama em toda a Europa com sua voz. Ela se mudou para Nápoles, o centro da música europeia durante os séculos XVIII e XIX. O Teatro di San Carlo, construído durante a dinastia Bourbon, abrigou cantores famosos como o castrato Farinelli e representou um local de destino para cantores talentosos.
Colbran tornou-se a prima donna (cantora principal de uma ópera) da companhia do Teatro di San Carlo, onde ela contava entre seus admiradores o rei de Nápoles, além de um público que atinha por ela adoração. Com o tempo ela se tornou a amante do empresário do teatro, Domenico Barbaia, que também gerenciava salões de jogos e Colbran, bem sucedida financeiramente devido o seu sucesso profissional e fortuna familiar, desenvolveu um gosto pelo jogo.
Para complementar os talentos de Colbran, Barbaia assinou com Gioachino Rossini um contrato de sete anos como compositor de óperas para a empresa. Após sua chegada a Nápoles, em 1815, Rossini compôs o papel-título de Elisabetta, regina d'Inghilterra (Elizabeth, Rainha da Inglaterra) especialmente para ela. Sua próxima ópera napolitana foi Otello, ossia il Moro di Venezia, na qual Colbran cantou o papel de Desdêmona. Esta ópera provou ser imensamente popular e encontrou Colbran no auge de seus poderes. Sua popularidade levou à demanda por apresentações. Embora sua voz logo tenha começado a mostrar sinais de tensão, Colbran continuou a ter uma carreira fértil, criando os papéis de Armida (Armida), Elcia (Mosè in Egitto), Zoraide (Ricciardo e Zoraide), Ermione (Ermione), Elena (La donna del lago), Anna (Maometto II) e Zelmira (Zelmira), todas escritas por Rossini para Nápoles.

## Colbran em Bolonha
A colaboração artística entre Colbran e Rossini, iniciada em 1815, foi acompanhada por um envolvimento romântico.  Colbran mudou-se com Rossini, sete anos mais novo que ela, para Bolonha em 1822, onde se casaram. A morte de seu pai atingiu duramente Colbran. Rossini, comovido, encomendou uma escultura para o mausoléu da família, retratando uma mulher chorando ao pé do sepulcro de seu pai.
O casal visitou Viena e depois Veneza, onde Rossini compôs o Semiramide. Colbran criou o papel-título, e embora a ópera em si tenha provado ser tremendamente bem-sucedida e tenha sido projetada especificamente para disfarçar seus talentos em declínio, ela, no entanto, desapontou o público. Uma visita a Londres em 1824 por uma apresentação na ópera recebeu um bom pagamento, mas recebeu uma resposta crítica ruim. Após uma aparição desastrosa como Zelmira em 1824, ela se aposentou do palco aos 42 anos.
Colbran e Rossini se separaram em 1837, quando o compositor começou um relacionamento sério com a modelo dos artistas, Olympe Pélissier, em Paris. A saúde de Colbran entrou em declínio e ela continuou a viver na propriedade de seu falecido pai em Castenaso, perto de Bolonha. Quando seu hábito de jogo se tornou mais agudo, ela vendeu parte de sua propriedade, mas Rossini continuou a enviar apoio financeiro.
Colbran morreu em 1845 aos 60 anos. Ela foi enterrada perto de Bolonha ao lado de seus pais e de Rossini.  Rossini se casou com Pélissier no ano seguinte. Durante toda a sua vida, Rossini atribuiu a Colbran o maior intérprete de sua música.

## Voz
As descrições da voz de Colbran caracterizam o timbre como "doce, suave", com um rico registro intermediário. A música de Rossini para ela sugere o perfeito domínio de trinados, meio-trinados, staccato, legato, escalas ascendentes e descendentes e saltos de oitavas.

## Composições
Colbran compôs quatro coleções de músicas; elas foram dedicados à Imperatriz da Rússia; a sua professora, Crescenti; para a rainha da Espanha; e para o príncipe Eugène de Beauharnais.